# Schrecksbach
Schrecksbach är en kommun och ort i Schwalm-Eder-Kreis i Regierungsbezirk Kassel i förbundslandet Hessen i Tyskland.
Den tidigare kommunen Holzburg uppgick i Schrecksbach 31 december 1971 följ av Röllshausen och Salmshausen 1 januari 1974.